# 埃沃内斯
埃沃内斯（挪威語：Evenes）是挪威诺尔兰郡的一个市镇。